# Мики, Такэо
Такэо Мики (яп. 三木 武夫 Мики Такэо, 17 марта 1907 — 4 ноября 1988) — политический и государственный деятель, а также премьер-министр Японии с 9 декабря 1974 года по 24 декабря 1976 года. Популярный в народе политик не запятнавший себя участием в различных коррупционных схемах. Пришёл к власти на волне общественного возмущения коррупцией в правящей Либерально-демократической партии, однако из-за противостояния внутри партии смог удержаться на посту только два года. Именно при его кабинете был принят известный закон о том, что расходы на армию не могут превышать одного процента ВНП. Супруга — Муцуко Мики.

## Биография

### Ранние годы и карьера
Такэо Мики родился 17 марта 1907 года в семье землевладельца из города Ава, префектура Токусима. В 1923 году окончил университет Мэйдзи, в дальнейшем несколько лет учился в Калифорнийском университете в Беркли. Получил юридическое образование в 1937 году и спустя несколько месяцев был избран в парламент Японии и оставался там в течение 52 лет вплоть до своей смерти. Мики публично выступал против японской агрессии в отношении Соединённых Штатов до и во время Второй мировой войны. Поэтому его политическая карьера, в отличие от карьер многих других активных политиков того времени, не была приостановлена в период послевоенных чисток японского госаппарата оккупационными властями.
Один из основателей, а с 1946 года генеральный секретарь Народно-кооперативной партии (яп. 国民協同党 Кокумин Кё:до:то:) — партии средней и мелкой буржуазии. На парламентских выборах в апреле 1947 года ни одной партии не удалось набрать достаточного количества голосов для создания однопартийного правительства, в результате чего была образована коалиция, в состав которой вошли Социалистическая партия (яп. 日本社会党 Ниппон Сякай-то:), Демократическая партия (яп. 民主党 Минсюто:) и Народно-кооперативная партия. Лидером коалиции стал Тэцу Катаяма, в кабинете которого Мики служил министром связей. Присоединился к Либерально-демократической партии (ЛДП) в 1955 году, сразу же после её создания. Занял пост генерального директора Агентства экономического планирования в 1958 году. В правительстве Эйсаку Сато (1964—72) Служил министром внешней торговли и промышленности (1965—66) и министром иностранных дел (1966—67).
После неудачного для ЛДП исхода парламентских выборов в июле 1974 года, Мики, занимавший должность заместителя премьер-министра Какуэя Танаки, вышел из состава правительства. Вместе со своей фракцией, а также фракцией другого ушедшего из правительства министра (министра финансов Такэо Фукуды), Мики потребовал отставки премьера и реформы правящей партии. В конце концов это привело к отставке Танаки в декабре 1974 года.
В ЛДП Мики возглавлял небольшую (хотя и одну из пяти основных) фракцию, в обычных условиях имеющую мало шансов прийти к власти. Однако на волне общественного возмущения громкими коррупционными скандалами, связанными с деятельностью предыдущего правительства, репутация Мики как незапятнанного коррупционными махинациями политика способствовала его избранию на пост премьер-министра в декабре 1974 года. Кандидатура Мики стала компромиссом между двумя крупнейшими и претендующими на власть фракциями Такэо Фукуды и Масаёси Охиры.

### Премьер-министр
На посту Мики столкнулся с целым рядом глубоких проблем, порождённых по большей части экономической рецессией, следующей за Нефтяным кризисом 1973 года, а также судебными разбирательствами по «делу Локхид».
В связи с общественным возмущением коррупцией правительство было вынуждено провести через парламент поправки к закону о контроле над политическими фондами. По положениям поправки под контроль ставились денежные пожертвования отдельным публичным политикам (депутатам и кандидатам на выборах), сами политики обязались отчитываться в получении и расходовании денежных средств. После предания огласке в феврале 1976 года коррупционных махинаций предшественника Мики, Какуэя Танаки, получивших название «дело Локхид», Мики поощрял расследование этого дела, что в конечном счёте сильно подорвало авторитет ЛДП.
В экономической сфере кабинет министров под руководством Мики предпринял безуспешную попытку возвращения к нормам «антимонопольного законодательства» 1947 года, даже с некоторым усилением отдельных его положений. Пожалуй самым важным решением правительства Мики стало принятое в ноябре 1976 года решение о том, что ежегодные оборонные расходы Японии не должны превышать одного процента Валового национального продукта. Пытаясь модернизировать ЛДП, Мики добивался введение выборов её председателя всеми членами партии и «друзьями партии». Эта система была введена уже после отставки Мики, в 1977 году. Отношения оппозиции и правящей партии Мики старался перевести в русло конструктивного диалога.
Деятельность Мики вызывала недовольство внутри партии, лидеры основных фракций требовали его отставки. Решающим в этом вопросе стал неудачный исход парламентских выборов в 1976 году (249 из 511 мест), вызванный в значительной мере поощрением и широким освещением коррупционных махинаций ЛДПЯ и связанное с этим падение рейтингов. Взяв на себя ответственность за неудачу Мики подаёт в отставку в декабре 1976 года. Новым премьером был избран Такэо Фукуда.
После отставки с поста премьер-министра продолжил активную деятельность в ЛДП и парламенте.